# Мурільо Вінісіус Лейте Кадіна
Мурільо Вінісіус Лейте Кадіна або просто Кадіна (порт.-браз. Murilo Vinicius Leite Cadina, нар. 27 січня 1997, Сорокаба, Бразилія) — бразильський футболіст, центральний півзахисник клубу «Львів».

## Життєпис
Народився в місті Сорокаба. Виступав за юнацьку команду «Сантуса» (2012—2016) та молодіжну команду «Палмейраса» (2016—2017). Першим дорослим клубом у кар'єрі молодого півзахисника став «Барретуш», який виступав у Лізі Пауліста A3 (третій дивізіон чемпіонату штату Сан-Паулу). Проте в цьому турнірі не зіграв жодного поєдинку.
20 лютого 2019 року підписав 5-річний контракт з ФК «Львів». Дебютував у футболці «городян» 23 лютого 2019 року в програному (0:1) домашньому поєдинку 19-о туру «Прем'єр-ліги» проти одеського «Чорноморця». Кадіна вийшов на поле на 68-й хвилині, замінивши Сабіно.